# 泥のモスク
泥のモスク (Great Mosque of Djenné) はマリ共和国の都市ジェンネにある巨大なモスク。1988年にユネスコの世界遺産に登録された「ジェンネ旧市街」の象徴的建造物である。
モスクは、ニジェール川が運んできた泥を原料にした日干しレンガを積み上げ、その上にさらに泥を塗って仕上げている。モスクの内部には、畳1畳分の太さがある柱がおよそ100本あり、これらも泥でつくられている。

## 背景
ジェンネは2000年以上にわたって居住の見られる古都であり、サハラ砂漠の北からガオやトンブクトゥでニジェール川の河船に乗せかえられてやってきた岩塩や織物と、南の森林地帯から河船に乗ってやってきた金やコーラの実とが交換される、一大交易拠点として栄えてきた都市である。なかでも13世紀から14世紀にかけてのマリ帝国の時代、および15世紀後半から16世紀のソンガイ帝国の時代には最盛期を迎えた。

## 建築様式
泥のモスクはイスラームの影響で建てられたが、イスラーム建築の様式よりスーダン・サヘル様式に近い。モスクはほとんど泥で建てられた為、「泥のモスク」と呼ばれている。
最初のモスクは13世紀に建てられたが、現在のモスクはフランスの植民地政府によって1907年に建築されたものである。19世紀前半、「フルベの聖戦」によりジェンネを含むニジェール川中流域に成立したマシナ帝国は、泥のモスクを遺棄すべきものとした。泥のモスクは、19世紀後半、トゥクロール帝国がジェンネを支配した後も廃墟になっていたが、20世紀に入ってフランス植民地政府が再建を決定した。
1907年10月1日、1年の工事を経て再建された。内藤陽介は「無能なアフリカ人によって放置され、崩壊寸前の危機にあった文化遺産がフランス人の善意と技術により復活したというストーリー」がフランスの恩恵をアピールするためのプロパガンダであると述べている。

## その他
様々な国から見学にやってくる観光客がいるが、マリの首都バマコからバスで10時間以上かかるうえ、モスクの中にはイスラム教信者しか入ることができない。
また、ユネスコ世界遺産の中で「100年後には見られない可能性が一番高い世界遺産」にも選定されている。